# Didier Drogba
Didier Drogba, né le 15 mars 1978  à Abidjan, en Côte d’Ivoire, est un footballeur international ivoirien qui évoluait au poste d'avant-centre. Il est considéré comme l'un des meilleurs numéros neuf de l'histoire du football et l’un des meilleurs  joueurs de l’histoire du football africain.
Né en Côte d'Ivoire, Didier Drogba réalise sa formation en France et débute chez les professionnels au club de cheyssieu. Il découvre la Ligue 1 avec l'En avant de Guingamp, puis dispute ses premières rencontres européennes sous les couleurs de l'Olympique de Marseille où il atteint la finale de la Coupe UEFA au terme d'une saison individuelle exceptionnelle.
L'attaquant est alors transféré au Chelsea FC où il devient l'un des meilleurs joueurs de Premier League remportant plusieurs titres de champions avec les Blues. Après une finale perdue en 2008, il gagne également l'édition 2012 de la Ligue des champions avec le club anglais où il est décisif en finale. Après son départ, il est élu « meilleur joueur de l'histoire du club » par les supporteurs et est considéré comme l'un des meilleurs buteurs de sa génération.
Parti d'Angleterre, Drogba évolue en Chine puis en Turquie à Galatasaray, où il gagne le championnat national, avant de revenir le temps d'une saison à Chelsea, ponctuée d'une nouvelle Premier League remportée. Il achève sa carrière outre-Atlantique d'abord à l'Impact Montréal puis aux Rising de Phoenix sur un dernier titre, le USL Championship, en 2018.
En sélection, Didier Drogba fait partie de l'équipe de Côte d'Ivoire de 2002 à 2014. Nommé capitaine de la sélection, dont il est le meilleur buteur (66 buts en 105 sélections), il est deux fois finaliste de la Coupe d'Afrique des nations en 2006 et 2012 (perdue à chaque fois aux tirs au but) et dispute trois Coupes du Monde en 2006, 2010 et 2014 où les Éléphants ne dépassent pas le premier tour.
Actif sur les questions sociales en Afrique, Drogba joue un rôle essentiel dans le processus de paix dans son pays d'origine. En 2007, il est nommé ambassadeur de bonne volonté du Programme des Nations unies pour le développement puis devient en 2018 vice-président de l'organisation internationale Peace and Sport et enfin, ambassadeur de l’OMS pour le sport et la santé en 2021. Il accède aussi à des responsabilités au sein de la FIFA mais échoue à présider la Fédération ivoirienne de football. Depuis 2019, il présente également chaque année la cérémonie du Ballon d'or avec la journaliste Sandy Heribert.

## Biographie

### Origines familiales
Didier Drogba grandit dans le quartier de Yopougon Sicogi, à Abidjan. Il est le fils d'un employé de banque et d'une dactylo. Il quitte la Côte d'Ivoire à l'âge de cinq ans, en 1983, lorsque sa famille l'envoie en France où vit son oncle Michel Goba. Celui-ci exerce le métier de footballeur professionnel au Stade brestois. Durant trois ans, l'enfant suit son oncle de ville en ville, au fil de ses transferts à l'AS Angoulême puis à l'USL Dunkerque. Mais son titre de séjour n'est pas renouvelé et il doit retourner à Abidjan. L'année suivante, ses deux parents perdent leur emploi et le confient de nouveau à son oncle, qui a resigné à l'USL Dunkerque. Drogba signe sa première licence dans ce club comme pupille et joue arrière droit. Didier suit ensuite son oncle au SC Abbeville en 1989 mais le club est en dépôt de bilan à la fin de la saison et les deux Ivoiriens rejoignent l'US Tourcoing. Didier Drogba retrouve ses parents en 1991 lorsqu'ils s'établissent en France avec ses frères et sœurs,.
Alors au Vannes FC au retour de sa famille, Didier redouble à l'école et est privé de football pendant un an. Il est envoyé à Poitiers, chez un cousin étudiant en droit,. Il retrouve ses parents en 1993, lorsque la famille s'installe dans un appartement du quartier des Baconnets à Antony,. Il renoue alors avec l'entraînement après avoir pris une licence au Levallois Sporting Club. Srebrenko Repčić, ancien pro de l'En avant Guingamp devenu l'entraîneur adjoint de Levallois, reconnaît son talent et l'encourage à persévérer,. En deux saisons, Drogba inscrit 30 buts avec l'équipe des moins de 17 ans,. Lors de la saison 1996-1997, il s'entraîne et effectue quelques apparitions dans le National 2 (D4) avec l'équipe senior, mais subit plusieurs blessures qui entravent sa progression, en plus des difficultés de l'entraîneur à lui faire confiance.
Le jeune attaquant souhaite intégrer un centre de formation et effectue pour cela des essais infructueux à Rennes et Guingamp. Il est contacté par le PSG, qu'il ne souhaite pas rejoindre, puis par un club de division 2, Le Mans Union Club 72.

### Carrière en club

#### Débuts professionnels au Mans (1997-2002)
Drogba rejoint le MUC 72. Alain Pascalou, adjoint de l'entraîneur Marc Westerloppe, cherche à engager des jeunes de la région Île-de-France. Déjà responsable du recrutement de Dagui Bakari, il permet à Drogba d'intégrer pour la première fois un club professionnel. Lors de son passage au Mans, Drogba étudie la comptabilité. Ses deux premières années, comme stagiaire, virent au cauchemar : il se fracture deux métatarses, un péroné et une cheville. Pour Westerloppe, cela est dû à un déficit de musculation : « il n'était pas gainé, il était flasque (...). Il a eu de la chance d'être au Mans. Dans un autre club, on se serait montré moins patient ».
À l'été 1999, à 21 ans, Didier Drogba signe son premier contrat professionnel,. Il évolue en tant que remplaçant de l'attaquant Daniel Cousin et entre en jeu le plus souvent en fin de match. Il est observé en 2001 par Bertrand Marchand, responsable de l'équipe réserve du Stade rennais. Lors de la saison 2001-2002, Werterloppe est écarté. Son successeur Thierry Goudet l'utilise sur un côté, à contre-emploi. Il quitte le club pour Guingamp en janvier 2002. En l'espace de quatre saisons, le bilan de Drogba dans le club manceau est de 12 buts en 64 matchs de championnat.

#### Révélation à Guingamp (2002-2003)
En janvier 2002, l'En avant Guingamp, relégable en première division, cherche un attaquant pour compenser le départ de Fabrice Fiorèse et la blessure de Stéphane Guivarc'h. Guy Lacombe engage Drogba contre l'avis de tous pour la somme de 100 000 euros. Titulaire pour son premier match à Metz, l'Ivoirien marque pour le premier succès à l'extérieur de la saison (2-4). Il aide l'EAG à se maintenir dans l'élite en marquant trois buts en 11 rencontres durant sa première saison. Sous la houlette de Bertrand Marchand, qui succède à Lacombe au poste d'entraîneur, il se révèle au grand public durant la saison 2002-2003. L'attaquant se blesse au mois d'octobre, ce qui donne l'occasion à son entraîneur de lui faire travailler son point faible, le physique. Durant un mois et demi, il améliore son endurance en suivant des séances d'entraînement fractionné sur l'île de Bréhat. Drogba revient en grande forme pour disputer les quatre derniers mois de la saison et porte son total à 17 buts en championnat. Associé à Florent Malouda, entouré de joueurs tels Claude Michel, Stéphane Carnot et Christophe Le Roux, il permet au club breton de terminer 7e, à trois points d'une qualification pour la Ligue des champions. Drogba s'épanouit véritablement dans ce club familial, il y laisse son empreinte et y conserve des attaches. En 2012, à l'occasion du centenaire de l'EAG, il revient dans les Côtes-d'Armor et est ovationné par le public du stade du Roudourou avec d'autres anciens du club. Il est élu aux côtés de Stéphane Guivarc'h dans « l'équipe du siècle » de l'EAG, désignée par les 16 000 internautes ayant participé à un vote organisé par le quotidien régional Ouest-France.

#### Naissance d'une idole à l'OM (2003-2004)
Alain Perrin fait venir Drogba au club en 2003 avant d'être remplacé par José Anigo au poste d'entraîneur de l'OM. L'attaquant ivoirien joue son premier match sous ses nouvelles couleurs le 2 août 2003, lors de la première journée de la saison 2003-2004 face à son ancienne équipe, l'EA Guingamp. Titulaire, il se fait remarquer en délivrant une passe décisive pour Ibrahima Bakayoko sur le seul but de la rencontre, permettant à son équipe de s'imposer. Il réalise son premier doublé pour l'OM le 27 septembre 2003, lors d'une rencontre de championnat face à l'OGC Nice. Titulaire ce jour-là, il donne la victoire à son équipe alors que celle-ci est menée au score (2-1 score final). Le 1er octobre 2003 il se fait remarquer lors de la phase de groupe de Ligue des champions face au FK Partizan Belgrade en signant un triplé, donnant ainsi la victoire à son équipe (3-0 score final).
L'attaquant passe une saison pendant laquelle il se révèle comme l'un des plus grands attaquants européens du moment. Il inscrit 19 buts en championnat, dont une reprise de volée qui se loge dans la lucarne face à Montpellier, élue « plus beau but de l'année » lors de la cérémonie des trophées UNFP, et onze buts en Ligue des champions puis en Coupe de l'UEFA. Le club atteint la finale de cette dernière, disputée en mai 2004, et perdue face au Valence CF. À propos de sa saison à l'Olympique de Marseille, Vincent Labrune, devenu ensuite président du club, déclare : 
« Dans l'histoire du football, j'ai rarement vu un joueur porter son équipe sur ses épaules autant que Didier Drogba. Tout était construit autour de lui. Ah si ! avant lui, il n'y a eu que Maradona à Naples dans les années 1980… ». Lors du match de Ligue des champions opposant Marseille au FC Porto, l'entraîneur portugais José Mourinho est séduit par le joueur. À la fin du match, il le rencontre et lui explique que lorsqu'il aura la possibilité de le faire venir dans son équipe, il le fera. C'est effectivement ce qu'il fait l'année suivante alors qu'il est devenu l’entraîneur du Chelsea FC. Il quitte donc la Canebière après 32 buts en 55 matchs pour le club phocéen. Il fera son retour au Stade Vélodrome sous le maillot londonien le 8 décembre 2010 , lors d'un match de poule de Ligue des Champions (victoire 1-0 de l'OM)
En 2022, le magazine So Foot le classe dans le top 1000 des meilleurs joueurs du championnat de France, à la 99e place.

#### Confirmation à Chelsea (2004-2012)
En juillet 2004, Drogba rejoint le Chelsea Football Club, propriété du milliardaire russe Roman Abramovitch. Le joueur est transféré malgré ses réticences personnelles et surtout celles du public marseillais, qui ne veut pas le laisser partir, à la différence du président de l'OM de l'époque, Christophe Bouchet. L'opération est évaluée à 37,5 millions d'euros. Une indemnité est redistribuée aux clubs ayant contribué à sa formation. Le Tourcoing FC et le Vannes OC, qu'il a fréquenté durant son enfance, touchent chacun une indemnité de 93 750 euros. Le club omnisports Levallois Sporting Club et Le Mans Football Club reçoivent chacun la somme de 675 000 euros.
Ayant fait de lui une de ses priorités lors du mercato estival, José Mourinho installe Didier Drogba dans son équipe type dès le début de la saison 2004-2005. L'Ivoirien joue son premier match le 15 août 2004, en championnat, face à Manchester United, à Stamford Bridge. Drogba délivre une passe décisive à Eidur Guðjohnsen sur le seul but de la partie, qui permet donc aux blues de s'imposer. L'attaquant fait partie des six joueurs retenus systématiquement par le coach lors des dix premières rencontres disputées par le club. Il est leur meilleur buteur, avec 5 buts en 10 matchs, et le seul joueur de Chelsea, avec Joe Cole, à avoir marqué plus d'une fois. Mais au début du mois d'octobre il subit une blessure à l'aine qui nécessite une opération. Drogba effectue son retour à la fin du mois de novembre. En fin de saison, l'ivoirien présente un bilan mitigé de 16 buts en 41 matches disputés. Chelsea est néanmoins sacré champion d'Angleterre pour la première fois depuis 50 ans. Les « blues » remportent également la Coupe de la Ligue (alors baptisée Carling Cup) face au Liverpool FC. En finale, Drogba donne l'avantage à Chelsea durant les prolongations et le club s'impose 3-2 après l'égalisation de Liverpool et un dernier but de Mateja Kežman,.

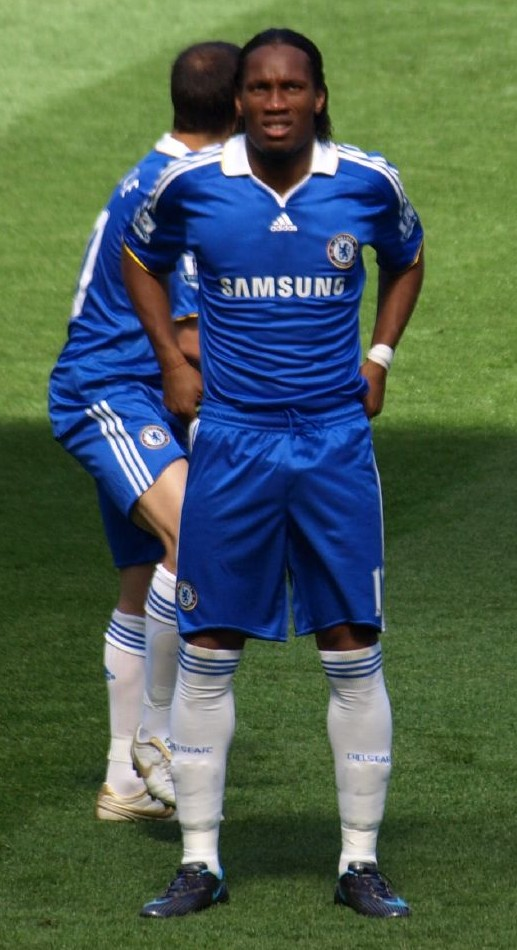
Drogba sous le maillot de Chelsea en 2008.

Les Londoniens démarrent la saison 2005-2006 en remportant le Community Shield, trophée opposant le champion en titre au vainqueur de la Coupe d'Angleterre. Didier Drogba inscrit à cette occasion un doublé face à Arsenal FC. Mais l'attaquant éprouve des difficultés à s'imposer en championnat. Il traverse une longue période de disette, n'inscrivant que deux buts en Premier League entre novembre et le début du mois de mars. Lorsqu'il réalise un doublé face à Manchester City FC le 25 mars, sa performance est entachée par des controverses. Après le match, le joueur admet s'être aidé de la main avant d'inscrire le second but, une faute que n'ont pas décelé l'arbitre et ses assistants. Drogba est critiqué par la presse britannique, qui lui reproche également de « plonger » pour tromper les arbitres et faire sanctionner les défenseurs adverses. Son entraîneur lui apporte néanmoins son soutien, le décrivant comme un élément important de l'équipe et comme une personne de confiance sur laquelle il sait pouvoir s'appuyer. En fin de saison, le Chelsea Football Club remporte le titre de champion d'Angleterre pour la deuxième année consécutive. Avec 16 réalisations en 41 rencontres, Drogba présente le même bilan que l'année précédente. Après avoir essuyé de nombreuses critiques, y compris de la part des supporters de Chelsea, le joueur songe à quitter le club durant l'intersaison.
En mai 2006, Chelsea recrute l'attaquant ukrainien Andriy Chevtchenko, en provenance de l'AC Milan. Il est associé à Didier Drogba dans un nouveau système de jeu à deux attaquants axiaux adopté par José Mourinho. Celui-ci convient davantage à l'Ivoirien, qui exploite mieux son potentiel,. Il inscrit un doublé permettant à Chelsea de s'imposer face à Arsenal FC en finale de la Coupe de la Ligue et se montre également décisif face à Manchester United en finale de la Coupe d'Angleterre, elle aussi remportée par le CFC. L'ivoirien inscrit l'unique but de la rencontre durant les prolongations. Il marque à 33 reprises avec son club durant la saison et ses 20 réalisations en Premier League lui permettent de finir meilleur buteur de la compétition. Drogba s'impose également au niveau international. Après avoir atteint la finale de l'édition 2006 de la Coupe d'Afrique des nations avec l'équipe de Côte d'Ivoire, qui en outre réussit à se qualifier pour la Coupe du monde 2006, l'attaquant obtient le prix Sport Ivoire attribué au meilleur joueur ivoirien de l'année. En février 2007, il inscrit pour la première fois son nom au palmarès du joueur africain de l'année en devançant le Camerounais Samuel Eto'o, récompensé lors des trois éditions précédentes.
Au cours de la saison 2007-2008, Drogba réussit un doublé en demi-finale de la Ligue des champions face à Liverpool FC, ce qui qualifie Chelsea pour la finale qui l'oppose à Manchester United. Chelsea perd la finale lors des tirs au but alors que Drogba avait été expulsé durant la prolongation pour une gifle sur Vidic.

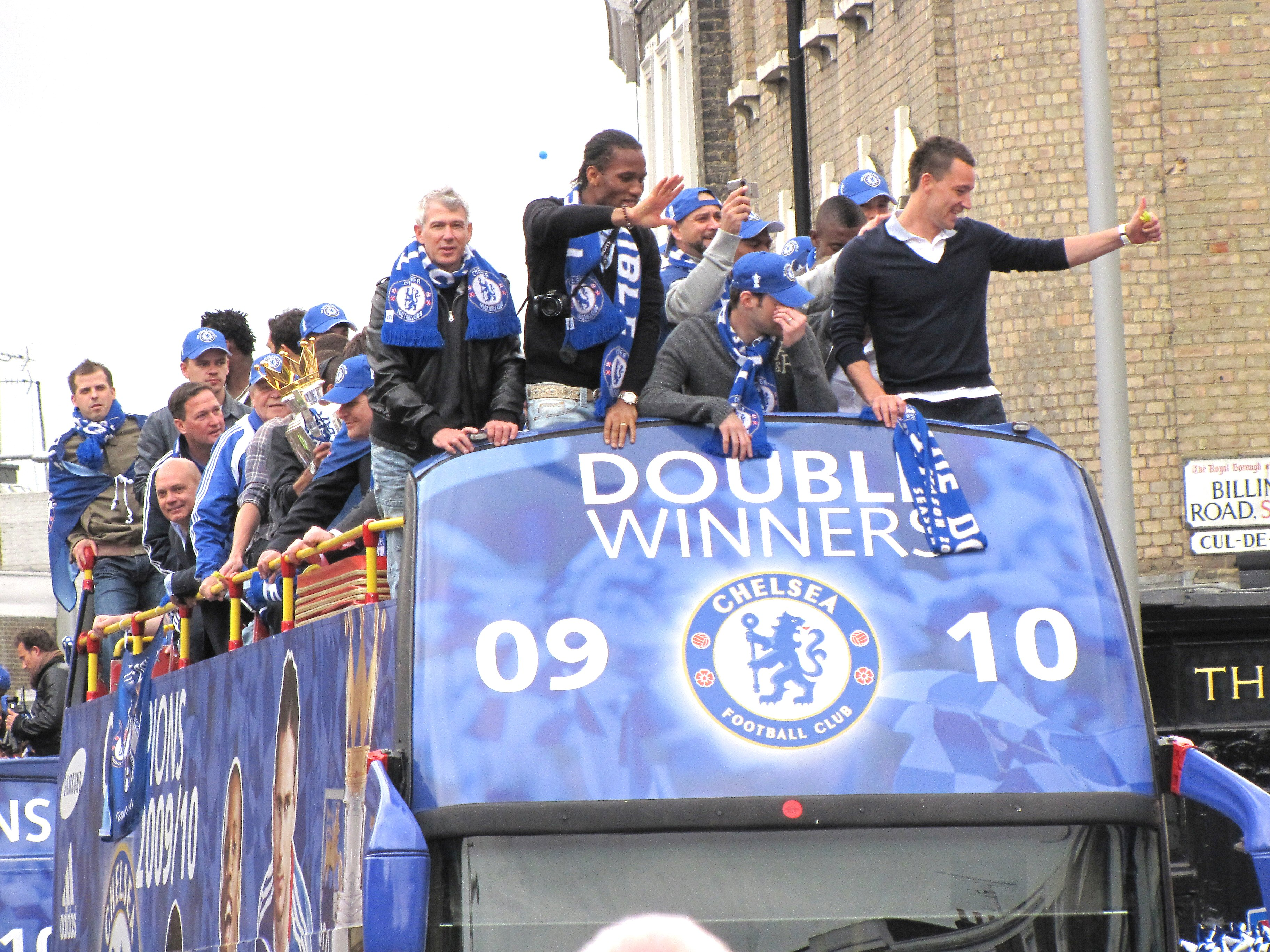
Drogba lors du doublé avec Chelsea en 2010.

Le mercredi 6 mai 2009, alors que le match de demi-finale retour de la Ligue des champions voit le FC Barcelone vainqueur (1-1) grâce à un but d'Iniesta à la 93e minute, Didier Drogba prend à partie l'arbitre norvégien Tom Henning Øvrebø à la suite de ce qu'il considère comme des penalties non sifflés, en hurlant devant les caméras de télévisions à la fin du match : « It's a disgrace… It's a fucking disgrace! » (« C'est une honte… C'est une putain de honte »). Ce comportement lui coûtera une suspension de quatre matchs durant la prochaine édition de la Ligue des champions.

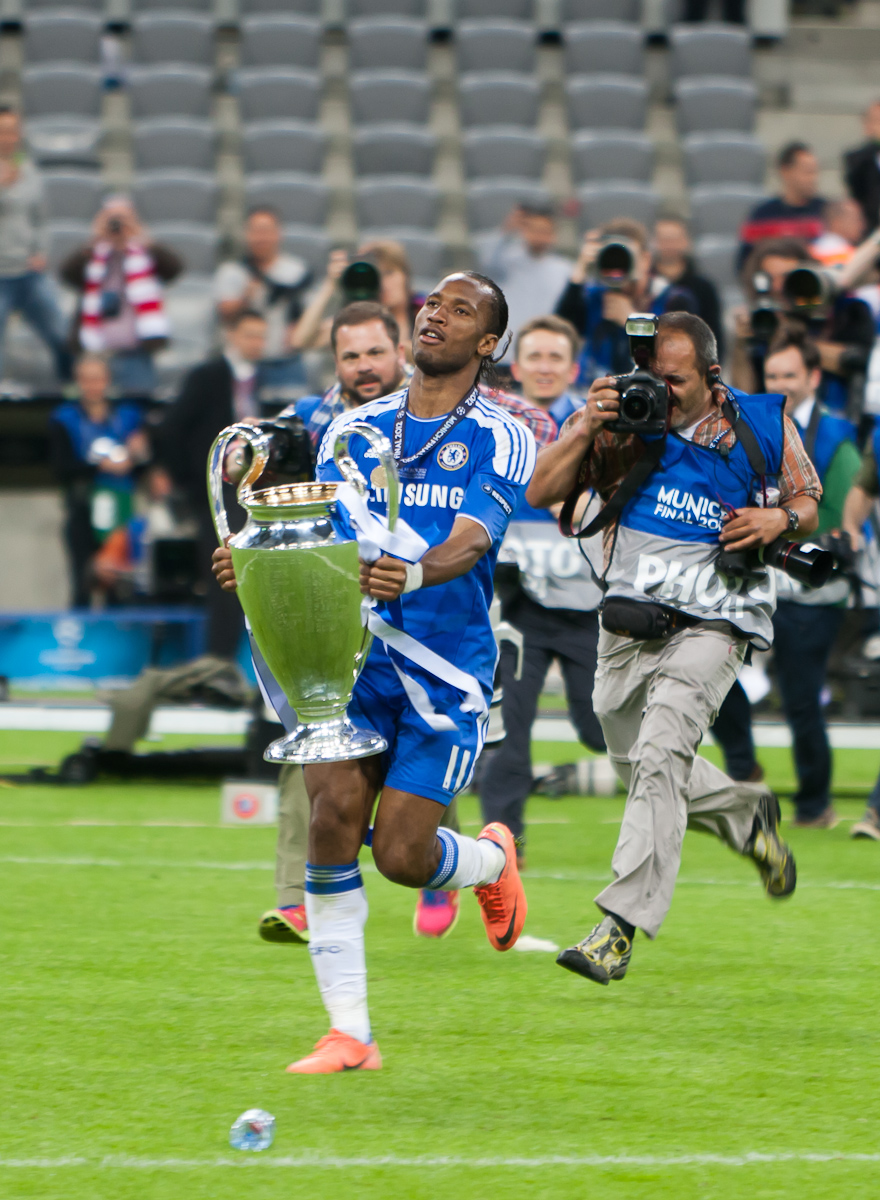
Drogba remporte la Ligue des champions avec Chelsea en 2012.

Malgré cela, la reprise de la saison 2009-2010 se fait sur d'excellentes bases. Il marque notamment un doublé lors de sa réapparition sous le maillot de Chelsea en Ligue des champions face à l'Atlético de Madrid comptant pour la phase de groupe, assurant la qualification de l'équipe dans la compétition. En mars 2010, Didier Drogba est nommé Joueur africain de l'année 2009, devant Samuel Eto'o et Michael Essien. Il reprend le championnat, toujours sur les couleurs de Chelsea FC malgré les rumeurs l'annonçant sur le départ. En inscrivant son premier coup du chapeau de la saison face à West Bromwich Albion, il contribue à une large victoire 6-0 qui classe Chelsea en tête de la Premier League dès la première journée. En septembre, il inscrit son 13e but en 13 matchs contre Arsenal Football Club, un record qui lui vaut d'être surnommé « le bourreau des Gunners ».
En mars 2012, lors d'une rencontre face à Stoke City, Drogba devient le premier footballeur africain à atteindre la barre des cent buts en Premier League. Au mois d'avril, l'Ivoirien inscrit le seul but de la rencontre face au FC Barcelone durant la demi-finale aller de la Ligue des champions 2011-2012 disputée à Stamford Bridge. Lors de la finale contre le Bayern Munich, l'attaquant égalise à la 88e minute (1-1). Après les prolongations, lors de la séance des tirs au but, il est le 5e tireur et donne la victoire à son équipe (4-3 aux tirs au but) en prenant à contrepied Neuer, après avoir songé à tenter une "panenka". Il répare ainsi sa faute effectuée à la 95e minute de jeu sur Franck Ribéry, qui a donné lieu à un pénalty en faveur des Bavarois, tiré par Arjen Robben et arrêté par Petr Čech. En juin, Didier Drogba est en fin de contrat. Il s'engage pour deux ans et demi avec le Shanghai Shenhua, qui évolue dans la Super League chinoise. Il quitte Londres après 8 saisons, durant lesquelles il a inscrit 157 buts en 341 matches toutes compétitions confondues. En novembre, l'Ivoirien est élu « meilleur joueur de l'histoire de Chelsea » à l'occasion d'un sondage organisé par le magazine officiel du club,.

#### Expériences à Shanghai puis Galatasaray (2012-2014)

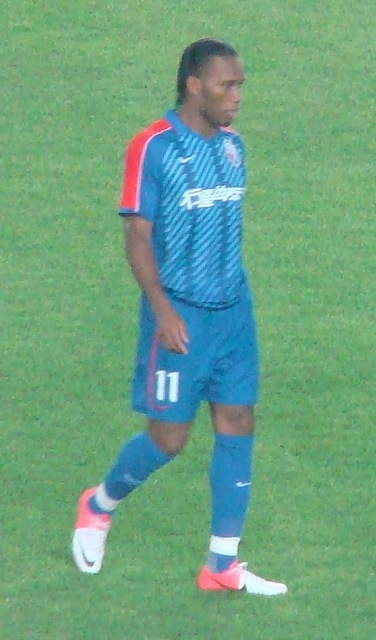
Drogba sous le maillot du Shanghai Shenhua.

L'ex-blues rejoint donc la Chine avec un salaire mirobolant le propulsant au 6e rang des joueurs les mieux payés au monde.
Drogba marque ses deux premiers buts pour son nouveau club en août 2012 face à Hangzhou Greentown, lors d'un match remporté par son équipe 5-1. Un conflit éclate entre le conseil d'administration du club et son président Zhu Jun ; ce dernier menace de suspendre le paiement des salaires des joueurs étrangers. Didier Drogba quitte le club prématurément après avoir inscrit 8 buts en 11 matches.
En janvier 2013, il signe pour 18 mois avec le club de Galatasaray. L'attaquant, qui espère prendre part à la Coupe du monde de football de 2014, rejoint le club pour mieux s'y préparer. Selon la presse, son salaire global sur la durée du contrat s'élève à 10 millions d'euros, avec une prime de 15 000 € par match disputé.

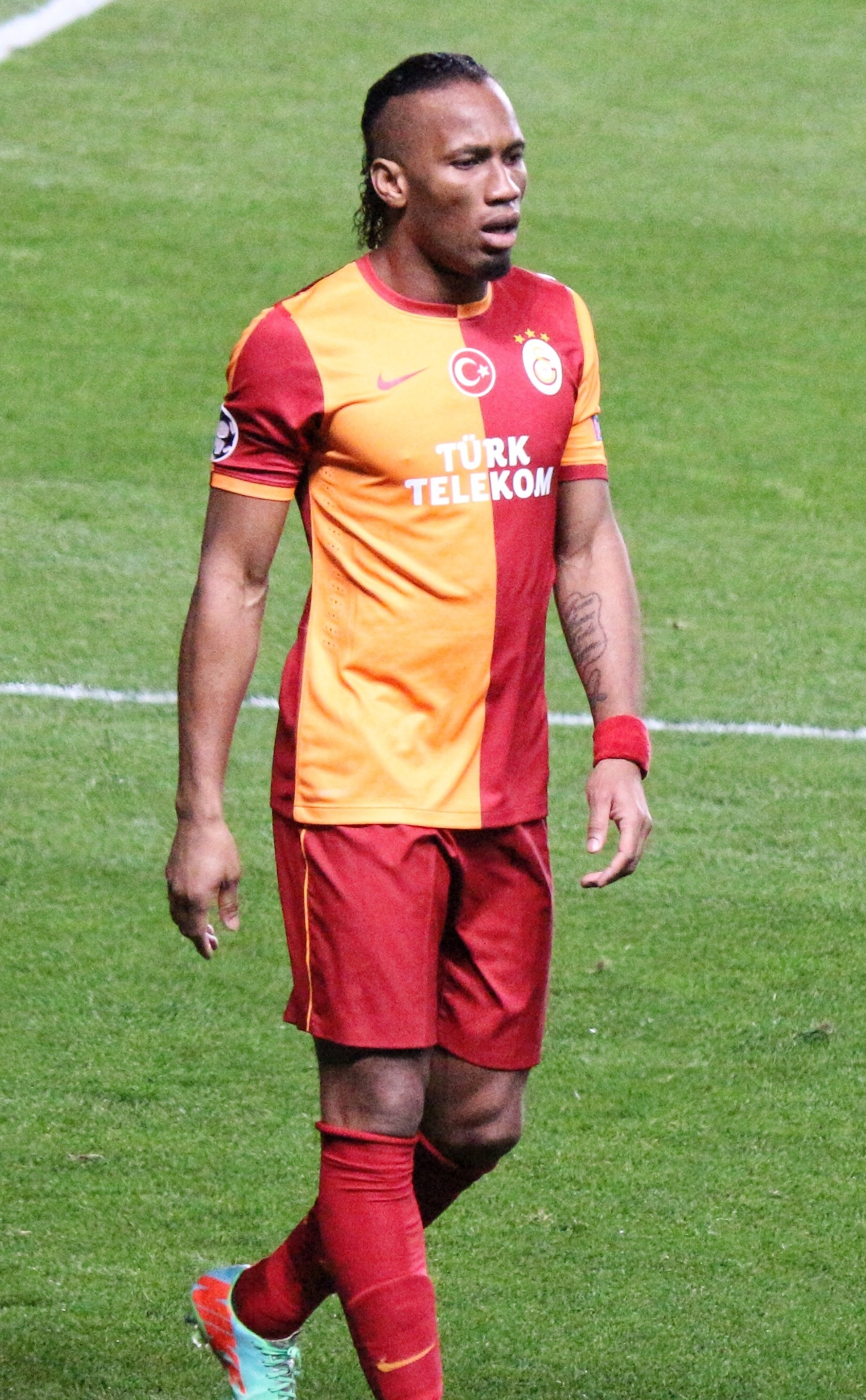
Drogba sous le maillot de Galatasaray.

Le Shanghai Shenhua, qui ne reçoit aucune compensation financière dans l'opération, s'oppose au départ de Drogba. Galatasaray estime que le non-paiement des trois derniers mois de salaire par le club chinois invalide le contrat de l'attaquant, qui courait jusqu'en 2014. La FIFA autorise la Fédération de Turquie à délivrer au joueur une licence temporaire. Pour son premier match, disputé le 15 février 2013, l'Ivoirien entre en cours de jeu face à Akhisar Belediyespor et ouvre le score de la tête. Le mois suivant, après avoir été victime d'une faute controversée dans la surface de réparation adverse, il manque un penalty face à Gençlerbirliği. À l'issue du match, le club d'Ankara s'impose 0-1 à la Türk Telekom Arena.
Le 6 avril 2013, Drogba inscrit son premier doublé en Turquie face à Mersin Idmanyurdu, match remporté par son équipe 3-1 lors de la 28e journée de la Super Lig. Il marque également contre le Real Madrid en quarts de finale retour de la Ligue des champions, le score final est de 3-2 pour le Galatasaray. Drogba est de nouveau l'auteur d'un doublé le 19 avril 2013, en championnat, face à Elazığspor. Il permet ainsi à son équipe de s'imposer par trois buts à un. Le 5 mai 2013, Didier Drogba est champion de Turquie avec le Galatasaray SK.
L'année suivante, il gagne l'Emirates Cup 2013, où il met un doublé face à Arsenal. Le 11 août, il permet à son équipe de gagner contre son grand rival Fenerbahçe en Super coupe de Turquie, en marquant à la 99e minute. Après la défaite du Real Madrid (1-6) et au départ de son entraîneur Fatih Terim (qui sera remplacé par Roberto Mancini), il s'illustre lors du match nul contre la Juventus (en Italie) en marquant et en délivrant une passe décisive à Umut Bulut à la 88e minute.
Son équipe parvient à se qualifier pour les 1/8 de finale lors de son match en Turquie contre la Juventus (1-0), avant de se faire éliminer par son ancienne équipe, Chelsea (1-1 en Turquie, 2-0 en Angleterre). Arrivé en fin de contrat, il quitte le club turc en mai 2014.

#### Retour à Chelsea avant Montréal (2014-2016)

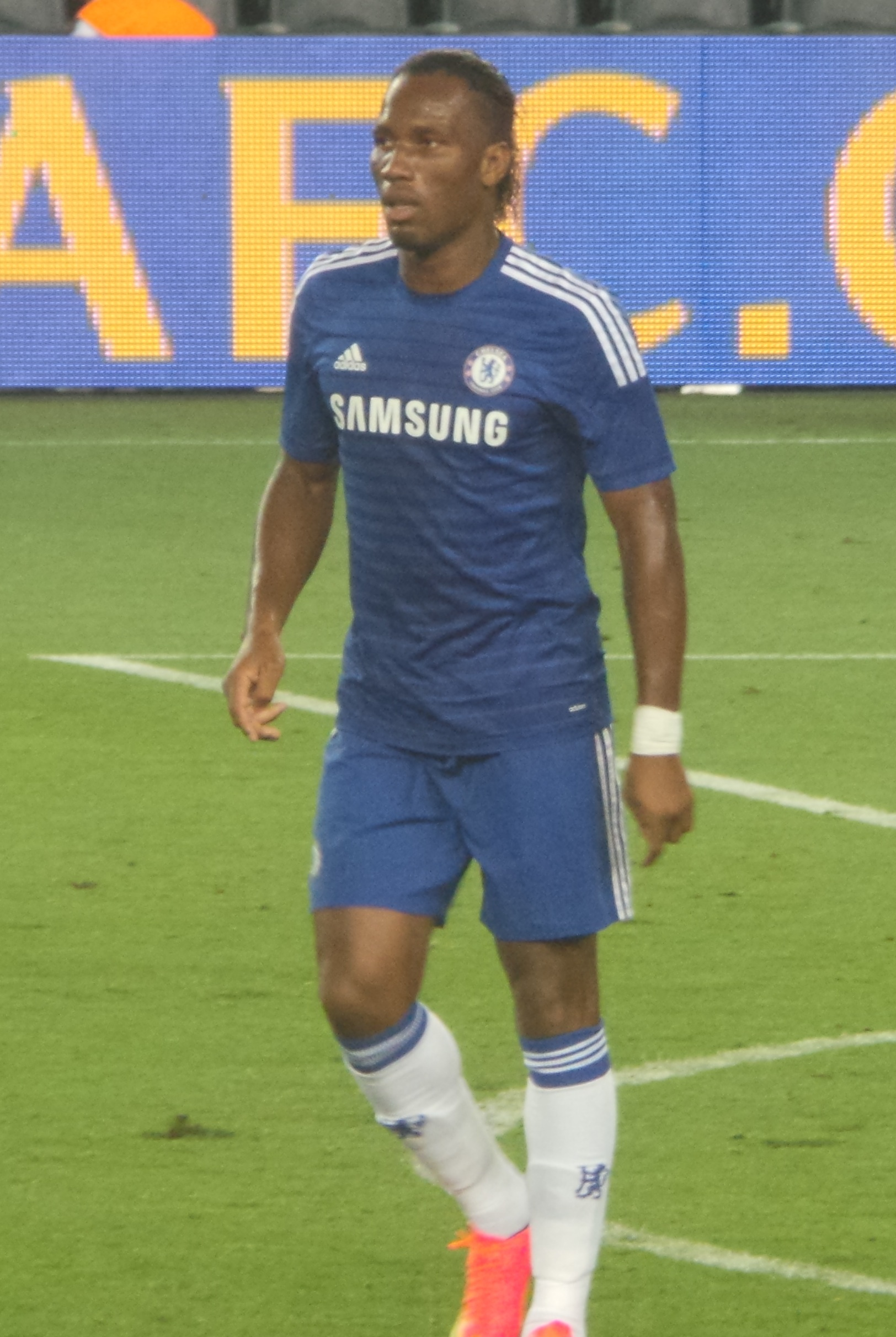
Drogba sous le maillot de Chelsea en 2014.

Le 25 juillet 2014, il signe un contrat d'un an avec Chelsea.
Il marque le 22 octobre 2014 son premier but pour son retour avec les Blues face à Maribor sur pénalty en Ligue des champions (victoire 6-0). Il marque le 26 octobre 2014 son premier but en Premier League pour son retour avec Chelsea face à Manchester United (nul 1-1).
Alors que diverses équipes sollicitent ses services, il décide de s'engager pour dix-huit mois auprès de l'Impact de Montréal le 27 juillet 2015 après que la franchise québécoise a obtenu un accord pour devancer le Fire de Chicago dans le processus d'attribution. Il fait sa première apparition sur le sol nord-américain le 23 août en remplaçant Dilly Duka à la 59e minute de jeu mais ne peut empêcher une défaite 1 à 0 à domicile face à l'Union de Philadelphie. Pour sa première titularisation, le 6 septembre, il inscrit un triplé au Chicago Fire pour une victoire 4 à 3 à Montréal. Deux semaines plus tard, toujours à domicile, il trouve de nouveau le chemin des filets et délivre sa première passe décisive, pour Duka, contre la Nouvelle-Angleterre pour une large victoire 3 à 0. Il ouvre le score quatre jours plus tard face au Chicago Fire (victoire 2-1). D'un doublé, il offre une victoire 2 à 0 face au D.C. United le 26 septembre puis inscrit le but de la victoire en déplacement aux Rapids du Colorado le 11 octobre. Trois jours plus tôt, il réduit le score et convertit son premier penalty à New York, contre les Red Bulls, cette défaite 2 à 1 est la seule de Montréal avec Didier Drogba titulaire en saison régulière. Il conclut cette saison régulière par un nouveau doublé inscrit en deux minutes contre l'autre franchise canadienne, le Toronto FC, pour une victoire 2 à 1, portant son total à 11 buts en 11 rencontres.
Il commence la phase finale en signant le troisième but d'une victoire 3 à 0, de nouveau contre le Toronto FC. Ses performances ne passent pas inaperçues en Europe, un retour est alors évoqué après la fin du championnat, notamment du côté de Bologne, dont le copropriétaire, Joey Saputo, est également celui de l'Impact. Muet lors de la double confrontation contre Columbus dans le cadre de la demi-finale de la conférence Est, son équipe connaît l'élimination par un score cumulé de 4-3, mettant ainsi fin à la campagne 2015 de la franchise montréalaise.

#### Fin de carrière à Phoenix (2017-2018)
En fin de contrat au 1er janvier 2017, Didier Drogba demeure sans équipe, toujours à la recherche d'une dernière opportunité, jusqu'à sa signature au Rising FC de Phoenix, équipe de USL, la seconde division nord-américaine, le 12 avril 2017. Hors des terrains, il annonce rejoindre le groupe d'investisseurs qui travaillent à amener une franchise de Major League Soccer à Phoenix.
Drogba met un terme à sa carrière le 9 novembre 2018 sur une défaite 1-0 sous le maillot de Phoenix face à Louisville en finale de la USL, inscrivant sept buts en treize rencontres pour sa dernière saison.

### Carrière internationale (2002-2014)

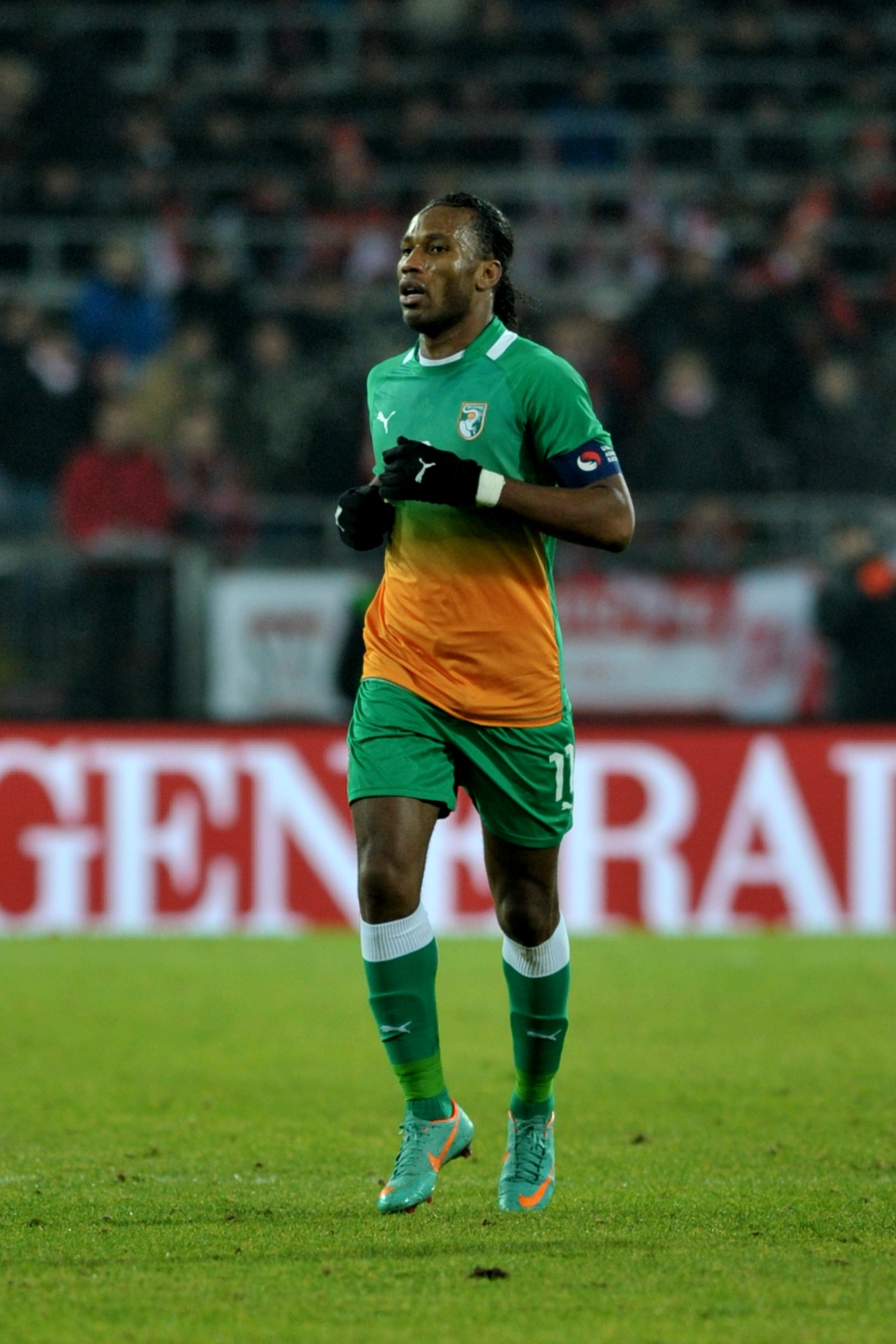
Drogba durant un match de l'équipe nationale ivoirienne en 2012.

L'aventure en équipe de Côte d'Ivoire débute en juillet 2002 pour Didier Drogba. Il joue alors en première division française avec Guingamp depuis six mois et est convoqué par Robert Nouzaret à un stage de trois jours à Créteil. Il fait ensuite ses débuts en équipe nationale le 8 septembre contre l'équipe d'Afrique du Sud (0-0). La convocation pour ce match l'oblige à choisir pour quel pays il veut jouer. En 2004, il déclare : « à un moment donné, si l'équipe de France m'avait sollicité, j'aurais dis oui (...). Mais il y a toujours eu ce côté ivoirien chez moi. Je me voyais plus porter le maillot de la sélection ivoirienne ». Il inscrit son premier but le 11 février 2003 lors d'un match amical face au Cameroun où il est titularisé (victoire 0-3 des Ivoiriens).
Lors de l'hiver 2006, il emmène la Côte d'Ivoire en finale de la coupe d'Afrique des nations, perdue face à l'Égypte.
Capitaine de la sélection, il conduit en juin la Côte d'Ivoire au Mondial 2006, où l'équipe est éliminée dans un groupe difficile (Pays-Bas, Argentine et Serbie-Monténégro). La Côte d'Ivoire avait bénéficié d'un concours de circonstances favorables pour se qualifier à ce mondial. Un pénalty raté du Cameroun à la 90e minute de jeu face à l'Égypte coûta aux Lions Indomptables la qualification pour le mondial allemand.
Le 10 juin 2006, lors de la Coupe du monde 2006 en Allemagne, Drogba marque son premier but pour les Éléphants ivoiriens pour leur première phase finale d'un mondial et réduit l'écart malgré la défaite face à l'Argentine (1-2).
Lors de la CAN 2008, l'équipe de Côte d'Ivoire réussit à se qualifier pour les demi-finales face à l'Égypte. Malheureusement, tout ne se passera pas comme prévu puisque l'Égypte domine la Côte d'Ivoire (4-1) et met fin au rêve de Drogba de remporter la CAN 2008. Lors de la petite finale, La Côte d'Ivoire sombre une deuxième fois face au Ghana (2-4) et encaisse ainsi 8 buts en 2 matchs.
Lors du match opposant le Malawi à la Côte d'Ivoire qui a lieu le 10 octobre 2009, alors que la Côte d'Ivoire est menée depuis la 63e minute, Didier Drogba fait son entrée sur le terrain. Trois minutes après, il égalise en faveur de la Côte d'Ivoire. Et le score reste tel jusqu'à la fin du match. Ce nul (1-1) obtenu par la Côte d'Ivoire lui permet d'obtenir son ticket en vue du Mondial 2010 en Afrique du Sud. Lors du match opposant la Côte d'Ivoire à la Guinée, Drogba est forfait du fait d'une blessure, ce qui n'empêche tout de même pas la Côte d'Ivoire de remporter la victoire avec un score de (3-0).
Lors de la CAN 2010, Drogba et ses coéquipiers se font éliminer (3-2) par la sélection algérienne en quart de finale.
Le 4 juin 2010, Didier Drogba envisage de déclarer forfait pour la Coupe du monde en Afrique du Sud, qui débute le 11 juin, en raison d'une blessure au bras droit contractée la veille lors d'un match de préparation contre le Japon, à la suite d'un choc avec le défenseur Marcus Tulio Tanaka. Finalement, il se fait opérer et est sur pied pour le premier match de la sélection ivoirienne contre le Portugal (0-0). Au cours de cette compétition, il devient le premier joueur africain à marquer un but à l'équipe du Brésil (1-3) en phase finale d'une coupe du monde.
Après un long moment d'absence en équipe de Côte d'Ivoire, Drogba revient en éliminatoires de la CAN 2012 marquant face au Bénin un doublé qui rapproche la Côte d'Ivoire de la qualification.
Le 12 février 2012, lors de la finale de Coupe d'Afrique des Nations qui se déroule à Libreville au Gabon, Didier Drogba rate un pénalty. La Zambie remporte le trophée après une séance de tirs au but. La Côte d'Ivoire perd le tournoi alors qu'elle n'a pas encaissé de buts durant toute la compétition.
Le capitaine de l’équipe nationale de Côte d’Ivoire, les Éléphants, Didier Drogba, annonce à Abidjan qu’il arrêtera sa carrière internationale avec les « Éléphants » après les phases finales de la Can 2013 et du Mondial 2014.
Didier Drogba prend part à la Coupe d'Afrique des nations 2013, organisée en Afrique du Sud en janvier et février, alors qu'il n'a pas joué en compétition depuis le mois de novembre de l'année précédente. Sa prestation lors de la première rencontre de la phase de groupes est jugée décevante. Il commence le match face à la Tunisie sur le banc des remplaçants et marque son seul but de la compétition contre l'Algérie (2-2). L'équipe de Côte d'Ivoire échoue en quarts de finale devant le Nigeria (1-2). Le sélectionneur Sabri Lamouchi se réjouit du transfert de son attaquant à Galatasaray, annoncé durant la CAN 2013. Mais il estime que Drogba « n’est pas au mieux de sa forme » et ne le convoque pas pour affronter la Gambie en mars 2013 dans le cadre des éliminatoires de la Coupe du monde 2014,.
Le 16 novembre 2013, Drogba fête son 100e match en sélection nationale lors d'un match crucial des Éliminatoires de la Coupe du monde 2014 à Casablanca au Maroc face au Sénégal en faisant match nul (1-1) lors des barrages retour (3-1 à l'aller) et se qualifie pour la Coupe du monde 2014 au Brésil.
Lors de la Coupe du monde 2014, il entre en jeu contre le Japon alors que son équipe est menée sur le score de 0-1.5 minutes après son entrée en jeu, la Côte d'Ivoire égalise puis prend l'avantage de ce match après une victoire (2-1). Didier Drogba aura réellement influé sur le jeu ivoirien.
Le 8 août 2014, il annonce à trente-six ans sa retraite internationale. Il aura joué 106 matchs et marqué 66 buts avec les Éléphants. Six mois plus tard, la Côte d'Ivoire remporte sans lui, la Coupe d'Afrique des nations 2015,,.

### Après-carrière

#### Candidat à la fédération de football ivoirienne
Le 22 avril 2022, Didier Drogba s'incline au premier tour des élections présidentielles de la fédération de football ivoirienne. Avec 21 voix récoltées sur 130, il termine derrière Idriss Diallo (vainqueur au second tour avec 63 voix) et Sory Diabaté (61 voix obtenues au second tour).
Quelques jours après l'élection, Idriss Diallo indique souhaiter travailler avec ses adversaires, dont Didier Drogba, qu'il aimerait impliquer au cours de son mandat.

#### Consultant pour Canal +
À partir de la saison 2021-2022, Didier Drogba rejoint l'équipe de consultants de Canal + pour intervenir sur les matchs de Ligue des champions.
Présentation des Ballon d'or 2022
Le 17 octobre 2022 il co-présente avec Sandy Heribert la 66e cérémonie de remise du trophée du Ballon d'or 2022 au théâtre du Chatelet à Paris.

## Style de jeu
Didier Drogba est doté d'une très bonne frappe, lui permettant de marquer en dehors des seize mètres, il est doté d'une très grande puissance ainsi qu'une force considérable, ce qui lui confère une grande capacité à jouer dos au but. Il est aussi doté d'un jeu de tête au-dessus de la moyenne. Attaquant complet et physique, il est très bon balle au pied malgré sa grande taille et sa technique lui permet de se sortir de situations difficiles. Son caractère impulsif et son manque de sang-froid face à des provocations ou à des décisions arbitrales l'amènent assez souvent à être sanctionné. Il fut également assez critiqué pour sa propension à simuler sur les contacts ou à plonger dans la surface.

## Statistiques

### Statistiques détaillées
Ce tableau résume les statistiques en carrière de Didier Drogba;

| Saison                | Club                   | Championnat           | Championnat | Championnat | Championnat | Coupe nationale | Coupe nationale | Coupe nationale | Coupe de la Ligue | Coupe de la Ligue | Coupe de la Ligue | Supercoupe | Supercoupe | Supercoupe | Compétition(s) continentale(s) | Compétition(s) continentale(s) | Compétition(s) continentale(s) | Compétition(s) continentale(s) | Séries | Séries | Séries | Côte d'Ivoire | Côte d'Ivoire | Côte d'Ivoire | Total | Total | Total |
| Saison                | Club                   | Division              | M.          | B.          | P.d.        | M.              | B.              | P.d.            | M.                | B.                | P.d.              | M.         | B.         | P.d.       | Comp.                          | M.                             | B.                             | P.d.                           | M.     | B.     | P.d.   | M.            | B.            | P.d.          | M.    | B.    | P.d.  |
| 1998-1999             | Le Mans                | Division 2            | 2           | 0           | 0           | -               | -               | -               | -                 | -                 | -                 | -          | -          | -          | -                              | -                              | -                              | -                              | -      | -      | -      | -             | -             | -             | 2     | 0     | 0     |
| 1999-2000             | Le Mans                | Division 2            | 30          | 7           | 1           | -               | -               | -               | 2                 | 0                 | 0                 | -          | -          | -          | -                              | -                              | -                              | -                              | -      | -      | -      | -             | -             | -             | 32    | 7     | 1     |
| 2000-2001             | Le Mans                | Division 2            | 11          | 0           | 0           | 3               | 1               | 0               | -                 | -                 | -                 | -          | -          | -          | -                              | -                              | -                              | -                              | -      | -      | -      | -             | -             | -             | 14    | 1     | 0     |
| 2001-2002             | Le Mans                | Division 2            | 21          | 5           | 0           | 1               | 1               | 0               | 2                 | 1                 | 0                 | -          | -          | -          | -                              | -                              | -                              | -                              | -      | -      | -      | -             | -             | -             | 24    | 7     | 0     |
| Sous-total            | Sous-total             | Sous-total            | 64          | 12          | 1           | 4               | 2               | 0               | 4                 | 1                 | 0                 | -          | -          | -          | -                              | -                              | -                              | -                              | -      | -      | -      | -             | -             | -             | 72    | 15    | 1     |
| 2001-2002             | EA Guingamp            | Division 1            | 11          | 3           | 1           | -               | -               | -               | -                 | -                 | -                 | -          | -          | -          | -                              | -                              | -                              | -                              | -      | -      | -      | -             | -             | -             | 11    | 3     | 1     |
| 2002-2003             | EA Guingamp            | Ligue 1               | 34          | 17          | 3           | 3               | 4               | 0               | 2                 | 0                 | 0                 | -          | -          | -          | -                              | -                              | -                              | -                              | -      | -      | -      | 6             | 4             | 0             | 45    | 25    | 3     |
| Sous-total            | Sous-total             | Sous-total            | 45          | 20          | 4           | 3               | 4               | 0               | 2                 | 0                 | 0                 | -          | -          | -          | -                              | -                              | -                              | -                              | -      | -      | -      | 6             | 4             | 0             | 56    | 28    | 4     |
| 2003-2004             | Olympique de Marseille | Ligue 1               | 35          | 19          | 7           | 2               | 1               | 0               | 2                 | 1                 | 0                 | -          | -          | -          | C1+C3                          | 8+8                            | 5+6                            | 0                              | -      | -      | -      | 6             | 5             | 0             | 61    | 37    | 7     |
| 2004-2005             | Chelsea FC             | Premier League        | 26          | 10          | 5           | 2               | 0               | 1               | 4                 | 1                 | 1                 | -          | -          | -          | C1                             | 9                              | 5                              | 1                              | -      | -      | -      | 6             | 5             | 0             | 47    | 21    | 8     |
| 2005-2006             | Chelsea FC             | Premier League        | 29          | 12          | 11          | 3               | 1               | 0               | 1                 | 0                 | 0                 | 1          | 2          | 0          | C1                             | 7                              | 1                              | 0                              | -      | -      | -      | 17            | 10            | 1             | 58    | 26    | 12    |
| 2006-2007             | Chelsea FC             | Premier League        | 36          | 20          | 5           | 6               | 3               | 2               | 5                 | 4                 | 2                 | 1          | 0          | 0          | C1                             | 12                             | 6                              | 2                              | -      | -      | -      | 7             | 3             | 0             | 67    | 36    | 11    |
| 2007-2008             | Chelsea FC             | Premier League        | 19          | 8           | 4           | 1               | 0               | 0               | 2                 | 1                 | 0                 | -          | -          | -          | C1                             | 10                             | 5                              | 1                              | -      | -      | -      | 6             | 5             | 1             | 38    | 19    | 6     |
| 2009-2010             | Chelsea FC             | Premier League        | 32          | 29          | 10          | 4               | 3               | 1               | 2                 | 2                 | 0                 | 1          | 0          | 0          | C1                             | 5                              | 3                              | 0                              | -      | -      | -      | 13            | 7             | 0             | 57    | 44    | 11    |
| 2010-2011             | Chelsea FC             | Premier League        | 36          | 11          | 13          | 2               | 0               | 0               | -                 | -                 | -                 | 1          | 0          | 0          | C1                             | 7                              | 2                              | 2                              | -      | -      | -      | 3             | 4             | 0             | 49    | 17    | 15    |
| 2011-2012             | Chelsea FC             | Premier League        | 24          | 5           | 1           | 3               | 2               | 1               | -                 | -                 | -                 | -          | -          | -          | C1                             | 8                              | 6                              | 2                              | -      | -      | -      | 12            | 6             | 1             | 47    | 19    | 5     |
| Sous-total            | Sous-total             | Sous-total            | 226         | 100         | 55          | 27              | 12              | 5               | 15                | 9                 | 3                 | 4          | 2          | 0          | -                              | 69                             | 34                             | 10                             | -      | -      | -      | 75            | 46            | 4             | 416   | 203   | 77    |
| 2012                  | Shanghai Shenhua       | Super League          | 11          | 8           | 1           | 0               | 0               | 0               | -                 | -                 | -                 | -          | -          | -          | -                              | -                              | -                              | -                              | -      | -      | -      | 5             | 3             | 0             | 16    | 11    | 1     |
| 2012-2013             | Galatasaray SK         | Süper Lig             | 13          | 5           | 5           | 0               | 0               | 0               | -                 | -                 | -                 | -          | -          | -          | C1                             | 4                              | 1                              | 0                              | -      | -      | -      | 5             | 1             | 0             | 22    | 7     | 5     |
| 2013-2014             | Galatasaray SK         | Süper Lig             | 24          | 10          | 2           | 3               | 1               | 0               | -                 | -                 | -                 | 1          | 1          | 0          | C1                             | 8                              | 2                              | 3                              | -      | -      | -      | 9             | 7             | 1             | 45    | 21    | 6     |
| Sous-total            | Sous-total             | Sous-total            | 37          | 15          | 7           | 3               | 1               | 0               | -                 | -                 | -                 | 1          | 1          | 0          | -                              | 12                             | 3                              | 3                              | -      | -      | -      | 14            | 8             | 1             | 67    | 28    | 11    |
| 2014-2015             | Chelsea FC             | Premier League        | 28          | 4           | 1           | 2               | 0               | 0               | 5                 | 1                 | 0                 | -          | -          | -          | C1                             | 5                              | 2                              | 1                              | -      | -      | -      | -             | -             | -             | 40    | 7     | 2     |
| 2015                  | Impact de Montréal     | MLS                   | 11          | 11          | 1           | 0               | 0               | 0               | -                 | -                 | -                 | -          | -          | -          | -                              | -                              | -                              | -                              | 3      | 1      | 0      | -             | -             | -             | 14    | 12    | 1     |
| 2016                  | Impact de Montréal     | MLS                   | 22          | 10          | 3           | 2               | 1               | 1               | -                 | -                 | -                 | -          | -          | -          | -                              | -                              | -                              | -                              | 3      | 0      | 1      | -             | -             | -             | 27    | 11    | 5     |
| Sous-total            | Sous-total             | Sous-total            | 33          | 21          | 4           | 2               | 1               | 1               | -                 | -                 | -                 | -          | -          | -          | -                              | -                              | -                              | -                              | 6      | 1      | 1      | -             | -             | -             | 41    | 23    | 6     |
| 2017                  | Rising de Phoenix      | USL                   | 13          | 9           | 3           | 1               | 1               | 0               | -                 | -                 | -                 | -          | -          | -          | -                              | -                              | -                              | -                              | -      | -      | -      | -             | -             | -             | 14    | 10    | 3     |
| 2018                  | Rising de Phoenix      | USL                   | 8           | 4           | 1           | 0               | 0               | 0               | -                 | -                 | -                 | -          | -          | -          | -                              | -                              | -                              | -                              | 1      | 1      | 0      | -             | -             | -             | 9     | 5     | 1     |
| Sous-total            | Sous-total             | Sous-total            | 21          | 13          | 4           | 1               | 1               | 0               | -                 | -                 | -                 | -          | -          | -          | -                              | -                              | -                              | -                              | 1      | 1      | 0      | -             | -             | -             | 23    | 15    | 4     |
| Total sur la carrière | Total sur la carrière  | Total sur la carrière | 496         | 209         | 84          | 42              | 21              | 5               | 28                | 12                | 3                 | 5          | 3          | 0          | -                              | 102                            | 50                             | 14                             | 7      | 2      | 1      | 106           | 66            | 6             | 786   | 363   | 113   |

### Buts en sélection
| Buts en sélection de Didier Drogba | Buts en sélection de Didier Drogba | Buts en sélection de Didier Drogba                        | Buts en sélection de Didier Drogba | Buts en sélection de Didier Drogba | Buts en sélection de Didier Drogba | Buts en sélection de Didier Drogba |
|                                    | Date                               | Lieu                                                      | Adversaire                         | Score                              | Résultat                           | Compétition                        |
| ---------------------------------- | ---------------------------------- | --------------------------------------------------------- | ---------------------------------- | ---------------------------------- | ---------------------------------- | ---------------------------------- |
| 1.                                 | 11 février 2003                    | Stade Gaston Petit, Châteauroux (France)                  | Cameroun                           | 2-0                                | 3-0                                | Match amical                       |
| 2.                                 | 8 juin 2003                        | Abidjan (Côte d'Ivoire)                                   | Burundi                            | 1-0                                | 6-1                                | Qualifications CAN 2004            |
| 3.                                 | 8 juin 2003                        | Abidjan (Côte d'Ivoire)                                   | Burundi                            | 2-0                                | 6-1                                | Qualifications CAN 2004            |
| 4.                                 | 8 juin 2003                        | Abidjan (Côte d'Ivoire)                                   | Burundi                            | 3-0                                | 6-1                                | Qualifications CAN 2004            |
| 5.                                 | 31 mars 2004                       | Stade olympique d'El Menzah, Tunis (Tunisie)              | Tunisie                            | 0-1                                | 0-2                                | Match amical                       |
| 6.                                 | 31 mars 2004                       | Stade olympique d'El Menzah, Tunis (Tunisie)              | Tunisie                            | 0-2                                | 0-2                                | Match amical                       |
| 7.                                 | 28 avril 2004                      | Aix-les-Bains (France)                                    | Guinée                             | 0-1                                | 2-4                                | Match amical                       |
| 8.                                 | 6 juin 2004                        | Stade Félix Houphouët-Boigny, Abidjan (Côte d'Ivoire)     | Libye                              | 2-0                                | 2-0                                | Qualifications Coupe du monde 2006 |
| 9.                                 | 20 juin 2004                       | Stade d'Alexandrie, Alexandrie (Égypte)                   | Égypte                             | 1-2                                | 1-2                                | Qualifications Coupe du monde 2006 |
| 10.                                | 5 septembre 2004                   | Stade Félix Houphouët-Boigny, Abidjan (Côte d'Ivoire)     | Soudan                             | 1-0                                | 5-0                                | Qualifications Coupe du monde 2006 |
| 11.                                | 27 mars 2005                       | Stade Félix Houphouët-Boigny, Abidjan (Côte d'Ivoire)     | Bénin                              | 2-0                                | 3-0                                | Qualifications Coupe du monde 2006 |
| 12.                                | 27 mars 2005                       | Stade Félix Houphouët-Boigny, Abidjan (Côte d'Ivoire)     | Bénin                              | 3-0                                | 3-0                                | Qualifications Coupe du monde 2006 |
| 13.                                | 19 juin 2005                       | Stade Félix Houphouët-Boigny, Abidjan (Côte d'Ivoire)     | Égypte                             | 1-0                                | 2-0                                | Qualifications Coupe du monde 2006 |
| 14.                                | 19 juin 2005                       | Stade Félix Houphouët-Boigny, Abidjan (Côte d'Ivoire)     | Égypte                             | 2-0                                | 2-0                                | Qualifications Coupe du monde 2006 |
| 15.                                | 4 septembre 2005                   | Stade Félix Houphouët-Boigny, Abidjan (Côte d'Ivoire)     | Cameroun                           | 1-1                                | 2-3                                | Qualifications Coupe du monde 2006 |
| 16.                                | 4 septembre 2005                   | Stade Félix Houphouët-Boigny, Abidjan (Côte d'Ivoire)     | Cameroun                           | 2-2                                | 2-3                                | Qualifications Coupe du monde 2006 |
| 17.                                | 16 novembre 2005                   | Stade de Genève, Genève (Suisse)                          | Italie                             | 1-0                                | 1-1                                | Match amical                       |
| 18.                                | 17 janvier 2006                    | Stade Sheikh Zayed, Abu Dhabi (Émirats arabes unis)       | Jordanie                           | 0-1                                | 0-2                                | Match amical                       |
| 19.                                | 21 janvier 2006                    | Stade international du Caire, Le Caire (Égypte)           | Maroc                              | 0-1                                | 0-1                                | CAN 2006                           |
| 20.                                | 24 janvier 2006                    | Stade international du Caire, Le Caire (Égypte)           | Libye                              | 0-1                                | 1-2                                | CAN 2006                           |
| 21.                                | 7 février 2006                     | Stade Haras El-Hedood, Alexandrie (Égypte)                | Nigeria                            | 1-0                                | 1-0                                | CAN 2006                           |
| 22.                                | 4 juin 2006                        | Stade Robert-Bobin, Bondoufle (France)                    | Slovénie                           | 1-0                                | 3-0                                | Match amical                       |
| 23.                                | 4 juin 2006                        | Stade Robert-Bobin, Bondoufle (France)                    | Slovénie                           | 2-0                                | 3-0                                | Match amical                       |
| 24.                                | 10 juin 2006                       | Imtech Arena, Hambourg (Allemagne)                        | Argentine                          | 2-1                                | 1-2                                | Coupe du monde 2006                |
| 25.                                | 15 novembre 2006                   | Stade Léon-Bollée, Le Mans (France)                       | Suède                              | 1-0                                | 1-0                                | Match amical                       |
| 26.                                | 6 février 2007                     | Stade Robert-Diochon, Le Petit-Quevilly (France)          | Guinée                             | 1-0                                | 1-0                                | Match amical                       |
| 27.                                | 3 juin 2007                        | Stade de Bouaké, Bouaké (Côte d'Ivoire)                   | Madagascar                         | 5-0                                | 5-0                                | Qualifications CAN 2008            |
| 28.                                | 17 octobre 2007                    | Tivoli Neu, Innsbruck (Autriche)                          | Autriche                           | 1-1                                | 2-3                                | Match amical                       |
| 29.                                | 17 octobre 2007                    | Tivoli Neu, Innsbruck (Autriche)                          | Autriche                           | 3-2                                | 2-3                                | Match amical                       |
| 30.                                | 12 janvier 2008                    | Kuwait National Stadium, Koweït City (Koweït)             | Koweït                             | 0-2                                | 0-2                                | Match amical                       |
| 31.                                | 25 janvier 2008                    | Essipong Sports Stadium, Sékondi (Ghana)                  | Bénin                              | 1-0                                | 4-1                                | CAN 2008                           |
| 32.                                | 29 janvier 2008                    | Ohene Djan Stadium, Accra (Ghana)                         | Mali                               | 1-0                                | 3-0                                | CAN 2008                           |
| 33.                                | 3 février 2008                     | Essipong Sports Stadium, Sékondi (Ghana)                  | Guinée                             | 2-0                                | 5-0                                | CAN 2008                           |
| 34.                                | 11 février 2009                    | Stade İzmir Atatürk, Izmir (Turquie)                      | Turquie                            | 1-1                                | 1-1                                | Match amical                       |
| 35.                                | 29 mars 2009                       | Stade Félix Houphouët-Boigny, Abidjan (Côte d'Ivoire)     | Malawi                             | 2-0                                | 5-0                                | Qualifications Coupe du monde 2010 |
| 36.                                | 29 mars 2009                       | Stade Félix Houphouët-Boigny, Abidjan (Côte d'Ivoire)     | Malawi                             | 3-0                                | 5-0                                | Qualifications Coupe du monde 2010 |
| 37.                                | 20 juin 2009                       | Stade du 4-Août, Ouagadougou (Burkina Faso)               | Burkina Faso                       | 1-3                                | 2-3                                | Qualifications Coupe du monde 2010 |
| 38.                                | 5 septembre 2009                   | Stade Félix Houphouët-Boigny, Abidjan (Côte d'Ivoire)     | Burkina Faso                       | 2-0                                | 5-0                                | Qualifications Coupe du monde 2010 |
| 39.                                | 5 septembre 2009                   | Stade Félix Houphouët-Boigny, Abidjan (Côte d'Ivoire)     | Burkina Faso                       | 4-0                                | 5-0                                | Qualifications Coupe du monde 2010 |
| 40.                                | 10 octobre 2009                    | Kamuzu Stadium, Blantyre (Malawi)                         | Malawi                             | 1-1                                | 1-1                                | Qualifications Coupe du monde 2010 |
| 41.                                | 4 janvier 2010                     | Benjamin Mkapa National Stadium, Dar-es-Salaam (Tanzanie) | Tanzanie                           | 0-1                                | 0-1                                | Match amical                       |
| 42.                                | 15 janvier 2010                    | Stade National de Chiazi, Cabinda (Angola)                | Ghana                              | 3-0                                | 3-1                                | CAN 2010                           |
| 43.                                | 30 mai 2010                        | Stade Joseph Moynat, Thonon-les-Bains (France)            | Paraguay                           | 0-1                                | 2-2                                | Match amical                       |
| 44.                                | 20 juin 2010                       | FNB Stadium, Johannesbourg (Afrique du Sud)               | Brésil                             | 3-1                                | 3-1                                | Coupe du monde 2010                |
| 45.                                | 27 mars 2011                       | Ohene Djan Stadium, Accra (Ghana)                         | Bénin                              | 1-1                                | 2-1                                | Qualifications CAN 2012            |
| 46.                                | 27 mars 2011                       | Ohene Djan Stadium, Accra (Ghana)                         | Bénin                              | 2-1                                | 2-1                                | Qualifications CAN 2012            |
| 47.                                | 5 juin 2011                        | Stade de l'amitié, Cotonou (Bénin)                        | Bénin                              | 0-2                                | 2-6                                | Qualifications CAN 2012            |
| 48.                                | 5 juin 2011                        | Stade de l'amitié, Cotonou (Bénin)                        | Bénin                              | 2-4                                | 2-6                                | Qualifications CAN 2012            |
| 49.                                | 10 août 2011                       | Stade de Genève, Genève (Suisse)                          | Israël                             | 4-2                                | 4-3                                | Match amical                       |
| 50.                                | 13 janvier 2012                    | Stade Sheikh Zayed, Abou Dhabi (Émirats arabes unis)      | Tunisie                            | 2-0                                | 2-0                                | Match amical                       |
| 51.                                | 22 janvier 2012                    | Nuevo Estadio de Malabo, Malabo (Guinée équatoriale)      | Soudan                             | 1-0                                | 1-0                                | CAN 2012                           |
| 52.                                | 4 février 2012                     | Nuevo Estadio de Malabo, Malabo (Guinée équatoriale)      | Guinée équatoriale                 | 0-1                                | 0-3                                | CAN 2012                           |
| 53.                                | 4 février 2012                     | Nuevo Estadio de Malabo, Malabo (Guinée équatoriale)      | Guinée équatoriale                 | 0-2                                | 0-3                                | CAN 2012                           |
| 54.                                | 2 juin 2012                        | Stade Félix Houphouët-Boigny, Abidjan (Côte d'Ivoire)     | Tanzanie                           | 2-0                                | 2-0                                | Qualifications Coupe du monde 2014 |
| 55.                                | 8 septembre 2012                   | Stade Félix Houphouët-Boigny, Abidjan (Côte d'Ivoire)     | Sénégal                            | 3-2                                | 4-2                                | Qualifications CAN 2013            |
| 56.                                | 13 octobre 2012                    | Stade Léopold-Sédar-Senghor, Dakar (Sénégal)              | Sénégal                            | 0-1                                | 0-2                                | Qualifications CAN 2013            |
| 57.                                | 13 octobre 2012                    | Stade Léopold-Sédar-Senghor, Dakar (Sénégal)              | Sénégal                            | 0-2                                | 0-2                                | Qualifications CAN 2013            |
| 58.                                | 14 novembre 2012                   | Stade Ernst-Happel, Vienne (Autriche)                     | Autriche                           | 0-2                                | 3-0                                | Match amical                       |
| 59.                                | 30 janvier 2013                    | Royal Bafokeng Stadium, Rustenburg (Afrique du Sud)       | Algérie                            | 1-2                                | 2-2                                | CAN 2013                           |
| 60.                                | 14 août 2013                       | MetLife Stadium, New York (États-Unis)                    | Mexique                            | 3-1                                | 4-1                                | Match amical                       |
| 61.                                | 7 septembre 2013                   | Stade Félix Houphouët-Boigny, Abidjan (Côte d'Ivoire)     | Maroc                              | 1-1                                | 1-1                                | Qualifications Coupe du monde 2014 |
| 62.                                | 12 octobre 2013                    | Stade Félix Houphouët-Boigny, Abidjan (Côte d'Ivoire)     | Sénégal                            | 1-0                                | 3-1                                | Qualifications Coupe du monde 2014 |
| 63.                                | 5 mars 2014                        | Stade Roi Baudouin, Bruxelles (Belgique)                  | Belgique                           | 2-1                                | 2-2                                | Match amical                       |
| 64.                                | 31 mai 2014                        | Edward Jones Dome, Saint Louis (États-Unis)               | Bosnie-Herzégovine                 | 2-1                                | 2-1                                | Match amical                       |
| 65.                                | 5 juin 2014                        | Toyota Stadium, Dallas (États-Unis)                       | Honduras                           | 2-0                                | 2-1                                | Match amical                       |

## Palmarès
| Olympique de Marseille          | Chelsea FC (14) | Galatasaray SK (3) | Rising de Phoenix (1)                                                                | Côte d'Ivoire                                                               |
| ------------------------------- | --- | --- | ------------------------------------------------------------------------------------ | --------------------------------------------------------------------------- |
| - Coupe UEFA - Finaliste : 2004 | - Premier League - Champion : 2005, 2006, 2010 et 2015 - Vice-champion : 2007, 2008 et 2011 - Coupe d'Angleterre - Vainqueur : 2007, 2009, 2010 et 2012 - Coupe de la Ligue anglaise - Vainqueur : 2005, 2007 et 2015 - Finaliste : 2008 - Community Shield - Vainqueur : 2005 et 2009 - Finaliste : 2006 et 2010 - Ligue des champions - Vainqueur : 2012 - Finaliste : 2008 | - Süper Lig - Champion : 2013 - Vice-champion : 2014 - Coupe de Turquie - Vainqueur : 2014 - Supercoupe de Turquie - Vainqueur : 2013 | - Conférence Ouest de la USL - Vainqueur : 2018 - Coupe de la USL - Finaliste : 2018 | - Coupe d'Afrique des Nations - Finaliste : 2006 et 2012 - Quatrième : 2008 |

## Distinctions individuelles
Avec ses 8 nominations au Ballon d’or FIFA, il est le seul joueur africain, avec Samuel Eto’o (neuf nominations), à avoir ce nombre de nominations. Didier Drogba se trouve ainsi dans le top 15 des joueurs dans l’histoire du football a en compter le plus
Drogba compte 10 buts en 10 finales disputées avec Chelsea. Il est également le 17e meilleur buteur de l’histoire de l’UEFA Champions League avec 44 buts dont 14 en phase à élimination directe. Totalisant près de 370 buts en carrière, il se hisse à la 139e place des meilleurs buteurs de l’histoire du football mondial.
- 2003 : Joueur étranger de l'année de Ligue 1 par France Football
- 2004 :
  - 17e au Ballon d'or
  - Onze d'or
  - Trophée UNFP du meilleur joueur de la Ligue 1
  - Trophée du joueur du mois de Ligue 1 UNFP en janvier et mai.
  - Membre de  l'équipe-type de Ligue 1
  - Trophée UNFP du plus beau but de la saison 2003-2004
- 2005 :
  - 14e au Ballon d'or
  - Lion d'or africain
- 2006 :
  - 8e au Ballon d'or
  - Lion d'or africain
  - Talent d'or africain
  - Joueur africain de l'année
  - Meilleur passeur du Championnat d'Angleterre
  - Premier joueur ivoirien de l'histoire à avoir marqué en phase finale de Coupe du monde[86]
- 2007 :
  - 4e au Ballon d'or
  - Lion d'or africain[87]
  - Meilleur joueur ivoirien
  - Vainqueur du Trophée Alan Hardaker [88]
  - Membre de l'équipe de l'année UEFA
  - Membre de l'équipe-type de FIFPro World XI
  - Membre de l'équipe-type de l'année PFA de Premier League
  - Meilleur buteur du Championnat d'Angleterre
- 2008 : 21e au Ballon d'or
- 2009 :
  - 9e au Ballon d'or
  - Joueur africain de l'année
  - Footballeur africain de l'année (BBC)
- 2010 :
  - 9e au Ballon d'or
  - Meilleur buteur du Championnat d'Angleterre
  - Membre de l'équipe-type de l'année PFA de Premier League
  - 3e meilleur buteur mondial de la décennie entre 2001-2010 (83 buts)[89]
- 2012 :
  - 8e au Ballon d'or
  - Talent d'or africain
  - Lion d'or africain[90]
  - Meilleur joueur ivoirien
  - Membre de l'équipe-type de la Ligue des champions
  - Membre de l'équipe-type de la Coupe d'Afrique des nations
  - Meilleur buteur de la Coupe d'Afrique des nations (3 buts)
  - Homme du match de la Finale de la Ligue des champions de l'UEFA 2011-2012
- 2013 : Golden Foot
- 2015 : Joueur du mois de la Major League Soccer en septembre et octobre
- 2019 : Trophée d'honneur UNFP en 2019
- 2020 : Prix du président de l'UEFA[91]

## Vie personnelle

### Biographie
En novembre 2007, le documentaire L'Incroyable destin, réalisé par Cédric Degruson, est édité en DVD et vendu avec un numéro de L'Équipe magazine consacré à Didier Drogba. Son autobiographie, intitulée C'était pas gagné, est écrite en collaboration avec Hervé Penot, journaliste sportif à L'Équipe. Le livre paraît aux Éditions Prolongations en 2008 et est édité en langue anglaise quelques mois plus tard,. En 2012 paraît De Tito à Drogba, un album de bande dessinée de Gabin Bao et Pierre Awoulbe Sauvalle retraçant la carrière du joueur. Il est édité par Frizz Unlimited.

### Actions en faveur de la paix
En 2006, l'équipe nationale obtient sa première qualification pour la Coupe du monde, alors que la Côte d'Ivoire traverse une crise politico-militaire. À l'initiative de Drogba, les joueurs s'adressent au peuple ivoirien et appellent à la paix,. En 2007, l'attaquant est nommé ambassadeur de bonne volonté du Programme des Nations unies pour le développement (PNUD),. Lorsqu'il reçoit le prix du joueur africain de l'année, il est invité au palais présidentiel par Laurent Gbagbo, qui vient de signer l'accord de Ouagadougou avec Guillaume Soro. Le footballeur se rend également à Bouaké, ville contrôlée par les forces rebelles du FNCI, pour présenter son prix à la population. Drogba participe à des campagnes de sensibilisation, comme celle lancée par l'association Foot'Attitude à l'occasion de l'élection présidentielle ivoirienne de 2010 afin d'encourager les Ivoiriens à voter dans le calme,. En 2010, le magazine américain Time l'inclut dans le « Time 100 », la liste des 100 personnalités mondiales les plus influentes, notamment pour son rôle dans les efforts de réconciliation en Côte d'Ivoire,.
En 2011, le pays subit une crise postélectorale marquée par des violences dans lesquelles périssent 3 000 personnes. La situation pousse le président Ouattara à mettre en place une commission, dite de vérité et de réconciliation, présidée par Charles Konan Banny. Didier Drogba y prend part en tant que représentant de la diaspora ivoirienne. Le footballeur, qui affirme que sa participation n'est pas une prise de position politique, dit vouloir « contribuer à [la] réconciliation »,. Drogba appartient à l'ethnie Bété, comme l'ancien président Laurent Gbagbo. Alors que son père, Albert Drogba, s'est engagé dans une formation politique proche de Gbagbo et a été directeur de sa campagne à Guibéroua, le joueur n'affiche pas d'opinion politique dans son action et s'efforce de ne pas être récupéré. Il ne souhaite pas se lancer dans une carrière politique et estime : « Ce n'est pas possible que le destin de tout un pays dépende d'un footballeur. ».
Le 11 décembre 2018, il devient officiellement vice-président de l'organisation internationale Peace and Sport. En 2018, Didier a participé à un évènement en Colombie pour y promouvoir la paix et l'inclusion sociale. Didier Drogba et une soixante de jeunes des ONG Colombiennes Amigos del Mar, Fútbol con Corazón et Ider Cartagena ont construit un terrain de beach soccer avec l’outil Sport Simple Solutions, à partir de matériaux recyclés. Peace and Sport a ensuite réuni 150 jeunes colombiens en difficulté, pour une conférence « inspirationnelle » de Didier Drogba, qui s’est exprimé sur son parcours, son combat pour la paix, sur les valeurs du sport et la manière dont, à leur niveau, ils peuvent contribuer à la pacification du pays.
Didier Drogba a participé à la « Journée du football amical » organisée par Peace and Sport qui a réuni les communautés chypriote turque et chypriote grecque le 19 mars 2019 dans le village bicommunal de Pyla, à Chypre. La « Journée du football amical » a permis de rassembler des familles, des athlètes, des diplomates et des enfants afin de promouvoir le dialogue, l’inclusion et l’amitié par le sport.
Le 3 juin 2021, il a été intronisé docteur honoris causa des universités du Réseau des Universités des Sciences et Technologies d’Afrique (RUSTA). Ce grade constitue la plus haute distinction honorifique accordée par Rusta-universités pour reconnaître la compétence et l’excellence de personnalités nationales ou internationales dans les principaux domaines de l’activité humaine.

### Actions caritatives
La fondation Didier Drogba est créée en 2007 afin d'agir dans le domaine de l'éducation et de la santé en Afrique. Le footballeur choisit de verser les gains de ses contrats publicitaires, notamment avec la firme Pepsi, pour financer le projet,. Il souhaite construire un hôpital à Abidjan. En 2012, la fondation recueille 500 000 livres lors d'un gala de charité organisé à Londres. Elle est également financée par les ventes de l'autobiographie du footballeur.

### Popularité

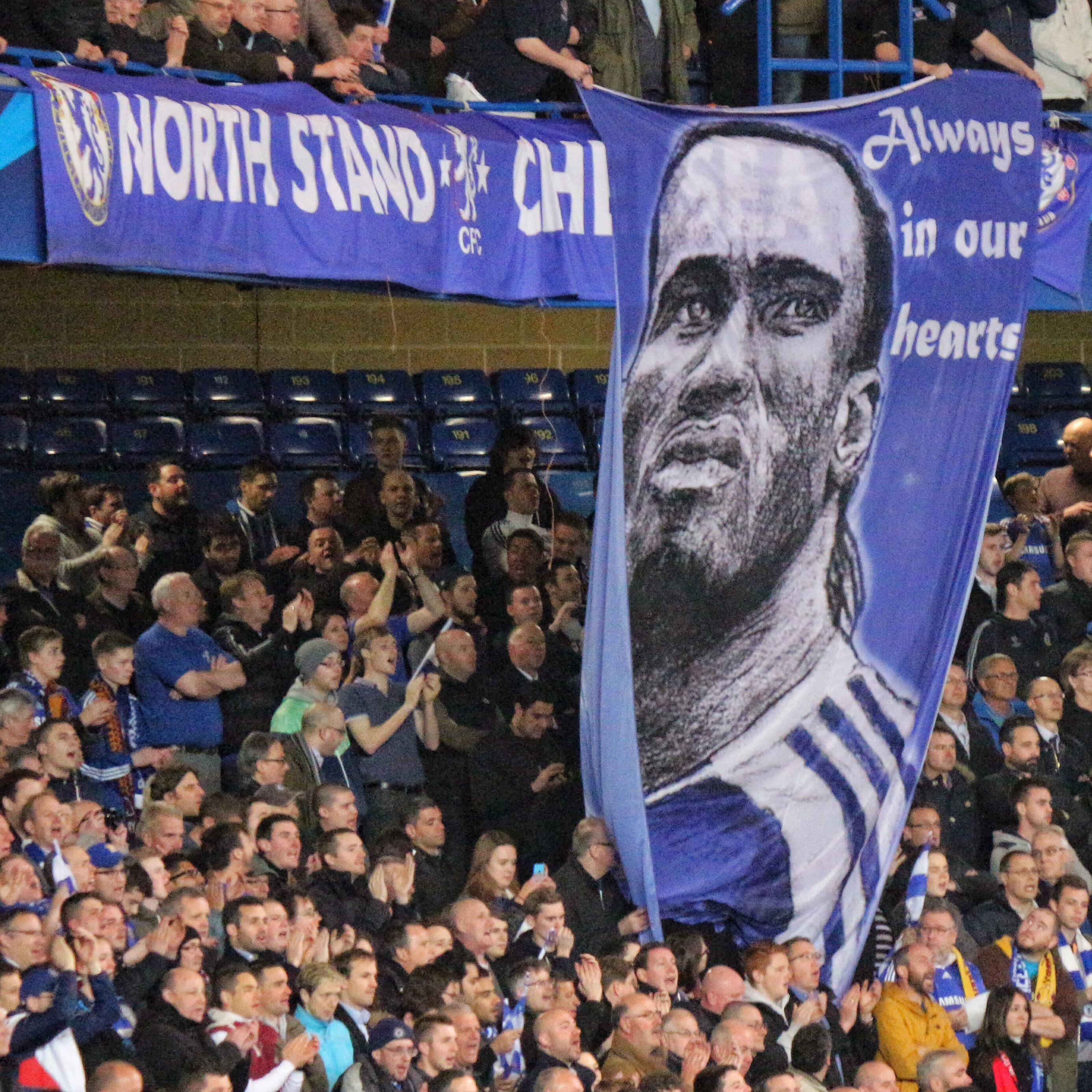
Banderole des supporters de Chelsea rendant hommage à Drogba.

Son passage à Marseille l'a rendu très populaire parmi les supporters phocéens. Durant la période des transferts de l'été 2008, un mouvement de supporters se forme sur internet : le "Drogbathon". En effet, l'objectif des supporters est d'accumuler assez d'argent pour pouvoir le racheter à Chelsea : ils estiment à 28 millions d'euros la somme à rassembler pour engager le transfert du joueur pour le faire rejouer sous les couleurs de l'Olympique de Marseille lors de la saison 2008-2009 de Ligue 1. Une autre association, Drobga reviens est créée par des supporters pour le retour de Didier Drogba à l'OM. Toutefois, en novembre 2009, il indique pour la première fois qu'il ne reviendra sans doute jamais à Marseille. Mais le 20 avril 2012, il remet ce qu'il a dit en question.

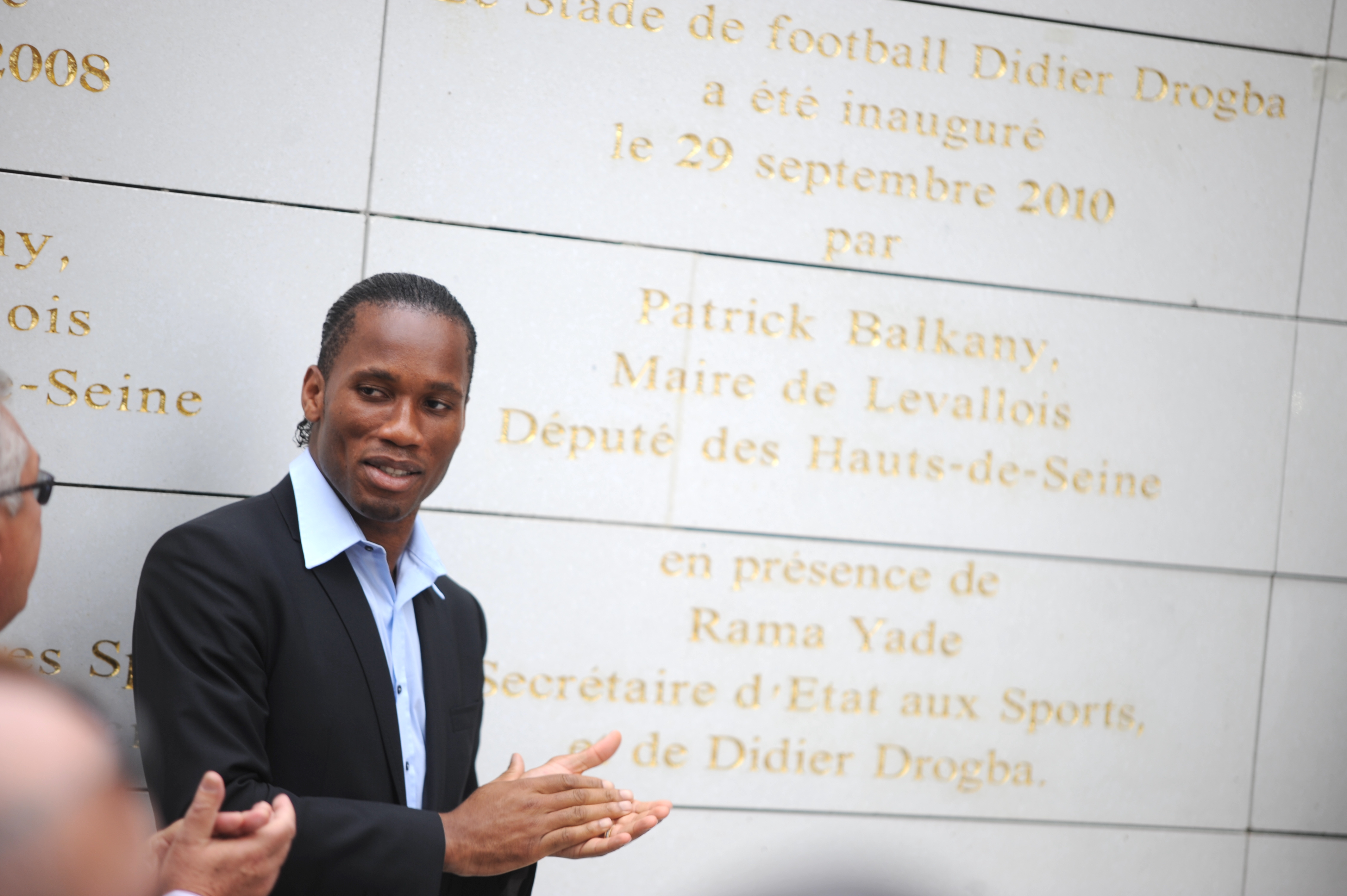
Didier Drogbalors de l'inauguration d'un stade à son nom, le 29 septembre 2010 à Levallois-Perret.

Le 29 septembre 2010, la municipalité de Levallois-Perret inaugure un terrain de football à son nom. Le joueur, qui a évolué au Levallois SC dans les années 1990 avant de devenir professionnel, assiste à l'inauguration de l'enceinte,.
Du côté de Stamford Bridge (à Londres), la cote de popularité de l'Ivoirien est aussi forte. En 2016, il est plébiscité par 22 000 supporters « meilleur joueur de l'histoire de Chelsea », devant Frank Lampard, Gianfranco Zola et John Terry.

### Vie privée et famille
La famille de Didier Drogba appartient à l'ethnie Bété. Son père est né à Niagbrahio, un village proche de Gagnoa, le chef-lieu de la région de Fromager, devenue Gôh. Dans cette région de Côte d'Ivoire, le footballeur est surnommé Gbagbadê (la foudre), un surnom qui est devenu familier à tous les Ivoiriens au fil du temps.
Plusieurs de ses frères ont essayé de faire carrière dans le football. Joël est passé au FC Metz, alors que Freddy intègre le centre de formation du Mans FC en 2007. Son oncle Michel Goba est un footballeur professionnel, qui a fait carrière en 2e division française durant les années 1980. Son cousin Olivier Tébily, ancien pro lui aussi, a évolué notamment en Ligue 1 avec LB Châteauroux, en Championnat d'Angleterre avec Birmingham City, ainsi qu'en Scottish Premier League avec le Celtic Glasgow. Il a également défendu les couleurs de l'équipe nationale de Côte d'Ivoire au début des années 2000.
Didier Drogba rencontre Lalla Diakité, une jeune femme originaire du Mali, en 1999. En juin 2011 à Monaco, il épouse civilement sa partenaire de longue date. Le couple a trois enfants, Isaac (né en 2000), Iman (née en 2002) et Kieran (né en 2009),.

### Vidéographie
- Les Légendes de l'OM, 2011, DVD, Éditions France Télévisions Distribution
- Didier Drogba, Olympien à jamais, film de Nicolas Mastras, 28 minutes.